# Türler-Uhr

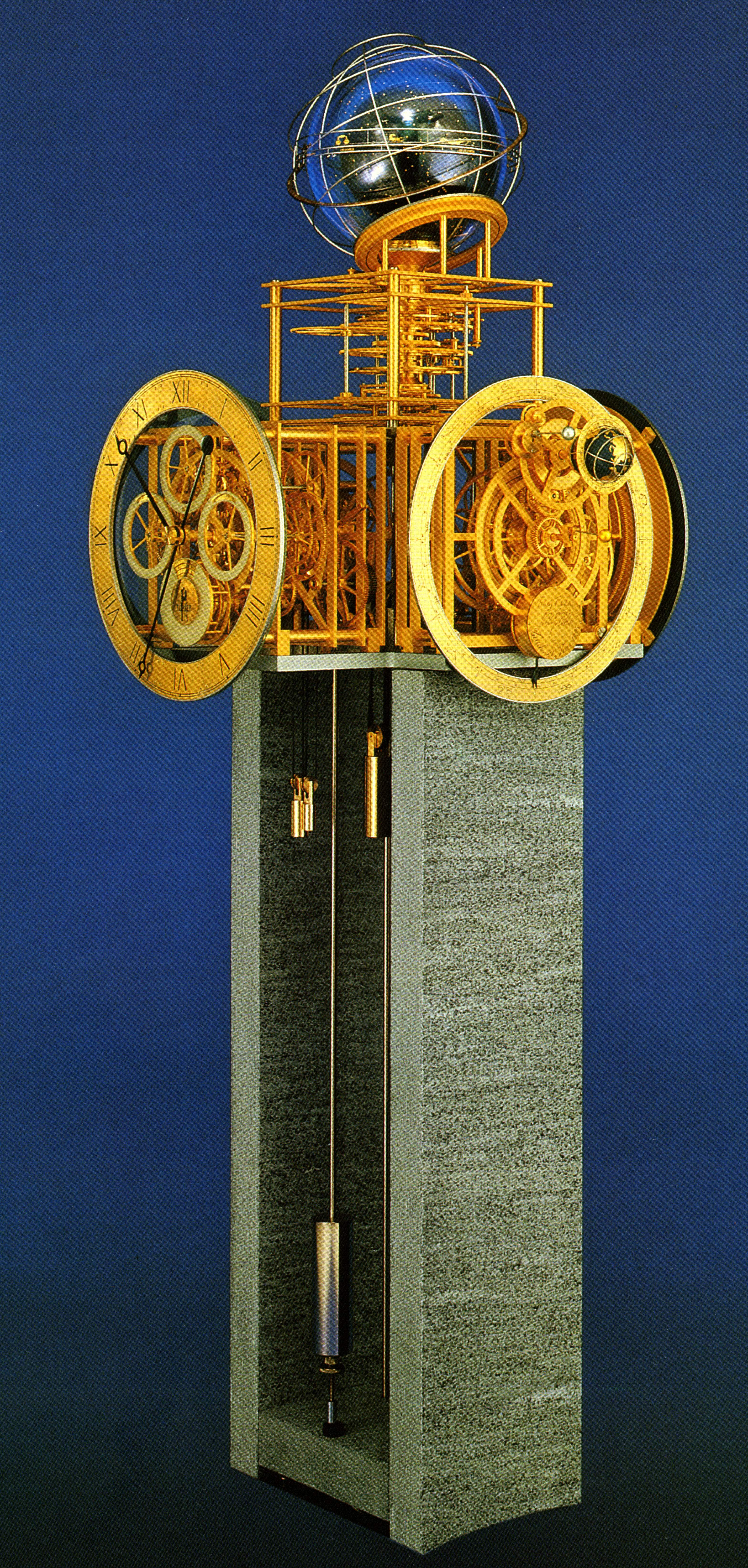
Die Türler-Uhr (Gesamtansicht)

Die Türler-Uhr ist eine astronomische Uhr, die sich das Familienunternehmen „Türler – Uhren & Juwelen“ anfertigen und in seinem Verkaufslokal in Zürich am Paradeplatz aufstellen ließ. Sie ist ein synchron laufendes mehrfaches Modell des Kosmos, das in der Tradition der seit dem Ende des Mittelalters gebauten astronomischen Uhren steht und von 1986 bis 1995 vom Uhrenkonstrukteur Ludwig Oechslin und vom Uhrmachermeister Jörg Spöring entworfen und hergestellt wurde. Seit Oktober 2017 ist die Türler-Uhr als mindestens fünfjährige Leihgabe im MIH in La Chaux-de-Fonds ausgestellt.
Die Türler-Uhr befindet sich auf einem säulenartigen Granitsockel. Um den zentralen Gewichtsantrieb und das Uhrpendel sind fünf Werkblöcke für Anzeigen auf Zifferblättern und für Bewegungserzeugung in Himmelsmodellen angeordnet. Vier der Blöcke bilden ein waagerechtes Kreuz, der fünfte ist mittig aufgesetzt und treibt einen Erdglobus und ihn umgebende Sphären an.
Es handelt sich um folgende Blöcke beziehungsweise Anzeigen oder Himmelsmodelle:
- 12-Stunden-Uhr (inklusive Antrieb und Pendel) und Kalendarium (Zifferblatt 1)
- sogenannter Horizont (Zifferblatt 2)
- Planetarium (Zifferblatt 3)
- Tellurium (Zifferblatt 4)
- Erdglobus und Himmelssphären (Aufsatz)

Uhr, Kalendarium und Planetarium kamen in verschiedenen Kombinationen auch in den alten astronomischen Uhren vor. In der vorgestellten Form ist das Kalendarium aber neu. Der „Horizont“ ist ebenfalls neu, ähnelt aber dem Astrolabium, einem besonderen Bestandteil astronomischer Uhren (Astrolabiumsuhren). Ein Tellurium wurde hier vermutlich erstmals einer astronomischen Uhr zugefügt. Die Kombination mit einem von beweglichen Sphären umgebenen Erdglobus ist ganz neu (ein einzelner, von beweglichen Sphären umgebener Erdglobus war bisher auch nicht bekannt).
Die Uhrwerkblöcke sind auf ihrem Umfang mit 30 cm mal 30 cm quadratisch. Die vorgesetzten Zifferblätter haben einen Durchmesser von 45 cm. In der Draufsicht passen sie in ein Quadrat mit etwa 100 cm Kantenlänge. Die Gesamthöhe der Uhr beträgt bis zum höchsten Punkt der äusseren Sphäre um den Globus etwa 220 cm.

## Antrieb, Gangregler, Bauteile und Werkstoffe
Die Uhr wird mit einem grossen Gewicht, das zwischen den Seitenwänden des Sockels hängt und etwa alle 4 Stunden elektromotorisch aufgezogen wird, angetrieben. Es bewegt jede Minute alle beweglichen Teile. Nur der Sekundenzeiger springt im Sekundentakt synchron mit den Ausschlägen des verwendeten Sekundenpendels.
Damit die Gangregelung durch das Pendel nicht dauernd gegen die durch die Uhrwerkblöcke verursachte unstete Kraft arbeiten muss, wird dafür ein kleineres zweites Gewicht verwendet. Dieses wird jede Minute einmal vom grossen Gewicht hochgezogen. Die Gangregelung hat vorwiegend nur den von diesem stammenden relativ gleichmässigen Antrieb zu hemmen, denn dieser bewegt lediglich den Sekundenzeiger direkt. Unvermeidliche Folge des Wiederaufzugs-Mechanismus für das kleine Gewicht ist, dass das grosse Gewicht dennoch schwach bis zur Gangregelung durchwirkt, aber nur etwa im Verhältnis 1:10. Die besondere Konstruktion des Wiederaufzugs ist Ursache dafür, dass alle Uhrenteile annähernd sprunghaft im Minutentakt bewegt werden.
Das Sekundenpendel ist eine Stange aus Quarz. Wegen des geringen Temperaturausdehnungskoeffizienten von Quarz (nahezu Null) ist die Schwingungsdauer praktisch temperaturunabhängig. Die Ganggenauigkeit wird trotzdem mit sekündlichen Zeitzeichen kontrolliert, die vom deutschen Zeitzeichensender DCF77 empfangenen werden. Hierzu wirkt ein im Bodenteil befindlicher Elektromagnet bei Bedarf beschleunigend oder verzögernd auf das schwingende Pendel.
Das Pendel arbeitet zusammen mit einer Strasser-Anker-Hemmung.
Die Uhr besteht aus insgesamt 251 Rädern auf 155 Achsen und verwendet nur sparsam Schaltungen über Hebel:
- 12-Stunden-Uhr und Kalendarium: 58 Räder auf 35 Achsen, 1 Schaltfinger, 1 Staffelwalze
- Horizont: 47 Räder auf 31 Achsen, 5 Kurbelschleifen
- Planetarium: 50 Räder auf 29 Achsen
- Tellurium: 45 Räder auf 30 Achsen, 1 Kurbel
- Erdglobus und Himmelssphären: 51 Räder auf 30 Achsen, 2 Kurbelschleifen

Die Eigenschaft der Uhr als modernes feinwerktechnisches Instrument ist auch daran erkennbar, dass neben einigen Lagersteinen aus Rubin vorwiegend Kugellager und Gleitlager aus Teflon verwendet werden: 60 Rubinlager, 58 Dünnring-Kugellager, 86 Kugellager, 62 Mini-Kugellager und 49 Teflonlager. Ineinander steckende Zeigerrohre sind teflonbeschichtet.
Fast alle Metallteile der Uhr bestehen aus Messing und sind vergoldet.

## 12-Stunden-Uhr und Kalendarium
Mit ihrem 12-Stunden-Zifferblatt ist die Türler-Uhr zunächst eine normale Uhr mit Stunden- und Minutenzeiger. Die im dazu dienenden Werkblock erzeugte Drehung in 12 Stunden wird nach der Übersetzung auf 1 Drehung in 24 Stunden über Wellen und Umlenkgetriebe als Antrieb der vier anderen Werkblöcke verwendet.
Innerhalb der Stunden- und Minutenskala befinden sich vier kreuzförmig angeordnete kleinere Zifferblätter für folgende kalendarische Anzeigen:
- links: Wochentag (Montag, Dienstag, …, Sonntag)
- oben: Tag im Monat (1, 2, 3, …, 31)
- rechts: Monat (Januar, Februar, …, Dezember)
- unten: Jahreszahl (aussen, bis 9999) und Sekunde (innen, 1, 2, …, 60).

Es handelt sich um einen ewigen Kalender, der dem Gregorianischen Kalender folgt: Er fügt alle vier Jahre einen Schalttag ein und lässt ihn dreimal in 400 Jahren weg.
Die kalendarischen Anzeigen ändern sich wie die der Tageszeit kontinuierlich, um die Zeit generell als fliessendes Kontinuum erlebbar zu machen. Anstatt Kalenderdaten sprunghaft zu wechseln und in engen Fenstern zur Anzeige zu bringen, fliessen Datenbänder stetig unter Anzeigemarken durch. Bei der Wochentags-Anzeige ist noch der generell in der Uhr enthaltene Minutensprung, der praktisch nicht mehr erkennbar ist, unterlegt. Die Datenscheiben der Monats- und Jahres-Anzeige werden in Tagesschritten gedreht, was praktisch auch als stetiges Fliessen wahrgenommen wird.
Ausnahme ist der Monatstag, dessen Anzeige sich täglich sprunghaft ändert und in einem engen Fenster erscheint. Formaler Grund dafür ist, dass der Monatstag – deutlich mehr als der Wochentag, der keine Nummer trägt – als gezählte Einheit empfunden wird und entsprechend dargestellt werden kann. Praktischer Grund ist, dass die verschieden langen Monate (28 bis 31 Tage) mehrere Getriebe verlangen würden, um gleichmässig unterteilt zu werden. Durch die gewählte digitale Lösung wurde ein grösserer technischer Aufwand vermieden.
Die Monatsscheibe wird in Normaljahren mit 365 Tages-Schritten, in Schaltjahren mit 366 Tages-Schritten weiter gedreht. Das bewirkt einen vernachlässigbaren Anzeige-Fehler auf der Monatsskala. Ihre Umdrehung ist im Mittel 1/Kalender-Jahr.
Die Jahreszahl wird auf vier konzentrischen Ringen von innen nach aussen verteilt angezeigt, um bewusst auf die jeweils höheren Zehnerstellen Jahrzehnt, Jahrhundert und Jahrtausend hinzuweisen.
Der Sekundenzeiger dreht sich im Zentrum der Jahreszahlringe über seiner eigenen Skala.

## Horizont

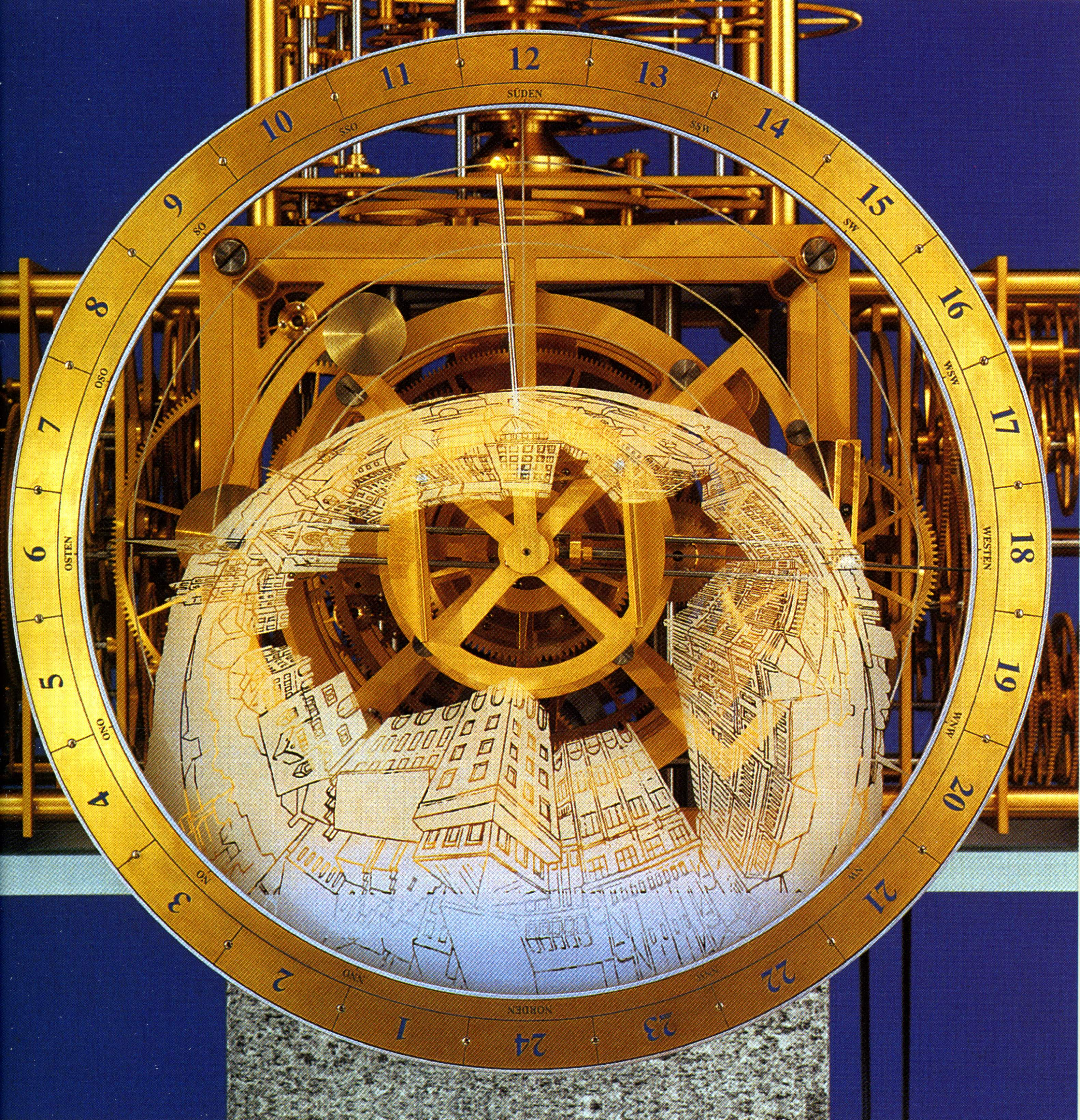
Horizont

In diesem Teil der Anzeige ähnelt die Türler-Uhr einer Astrolabiumsuhr, wie sie zwischen dem Spätmittelalter und dem Beginn der Renaissance gebaut wurden. Himmelskugel und Horizont sind aber nicht vom Himmelsnordpol aus auf die Zifferblattebene projiziert (stereografische Projektion), sondern es wurde die sogenannte mittabstandstreue Azimutalprojektion angewendet. Das Bild entstand durch Aufsetzen der Himmelskugel mit ihrem Südpol auf die Bildebene und ihrem wiederholten Abrollen auf ihren Längengraden. Die beiden himmlischen Wendekreise haben gleichen Abstand vom dazwischen liegenden Kreis des Himmelsäquators. Der Horizont als Trennlinie zwischen Tages- und Nachthimmel wird bei dieser Methode aber nicht exakt als Kreis abgebildet. Besonderheit der Türler-Uhr ist die Überlagerung dieser mathematischen Horizontlinie mit der Kontur des natürlichen Horizonts, wie er in geringer Höhe vom Paradeplatz aus über die Dächer der angrenzenden Häuser hinweg mit einem Fischaugenobjektiv erfasst wird. Die mathematische Horizontlinie ist grundsätzlich für alle Orte auf der geographischen Breite von Zürich gleich.
Die angewendete Projektionsart führt gleich wie die in Astrolabiumsuhren zur anschaulichen Darstellung der Sonnen- und Mondbewegung vom östlichen über den südlichen zum westlichen Horizont. Der lineare Bildmassstab auf den Meridianen vereinfachte die in der Uhr vorzunehmende Anpassung der täglich ändernden Bahnhöhe von Sonne und Mond.
Der das Sonnensymbol (dreifacher Durchmesser anstatt massstäblich) umführende Zeiger gibt in Astrolabiumsuhren die Tageszeit auf einer 24-Stunden-Skala als mittlere Ortszeit (MOZ) an. Die am Himmel umlaufende Sonne repräsentiert aber die sogenannte wahre Zeit, deren übers Jahr schwankende Abweichung mit der Zeitgleichung beschrieben wird. In der Türler-Uhr wird der wahre Sonnenlauf nachgebildet. Der Horizont-Block wird von einer Ausgangswelle der 12-Stunden-Uhr mit Kalendarium zwar mit einer gleichmässigen Drehung in 24 Stunden angetrieben. Mit einer Äquationsvorrichtung, deren Konstruktion auf Jost Bürgi zurückgeht und zwei in Reihe geschaltete Kurbelschleifen verwendet, wird aber der ungleichmässige – wenn auch scheinbare – Sonnenlauf verwirklicht. Der ungleiche Fluss der Sonnenzeit wird hergestellt, der in Wahrheit von der Elliptizität der um die Sonne führenden Erdbahn und der Schiefe der Erdachse auf dieser Bahn verursacht wird. Der verlängert zu denkende Sonnenzeiger zeigt auf der 24-Stunden-Skala aussen die wahre Ortszeit (WOZ) von Zürich und aller Orte mit gleicher geographischer Länge an.
Die übers Jahr verschieden hohe Tagesbahn der Sonne ist auch eine Folge der Schiefe der Erdachse. Das Sonnensymbol ändert dementsprechend seinen Abstand von der Bildmitte mit einer Schwingungsdauer von einem Jahr. Der das Symbol an seiner Spitze tragende Zeiger ändert seine Länge durch Einsatz einer Kurbelschleife teleskopisch, so dass das Symbol zwischen den Wendekreisen der Sonne hin und her wandert.
In der Türler-Uhr wird die Bewegung des Mondes genauer als in den bekannten Astrolabiumsuhren nachgebildet. Von den Ursachen, die den Mondlauf ungleichmässig machen, werden beachtet:
- die elliptische Form der um die Erde führenden Mondbahn,
- die Perigäumsdrehung der Mondbahn (in der Uhr 1 Drehung in 8,8481 Jahren),
- die Neigung der Mondbahn gegen die Ekliptik (etwa 5,1°, in der Uhr aus didaktischen Gründen mit etwa doppelten Wert dargestellt) und
- die Drehung der Knotenlinie, um die die Mondbahn geneigt ist (in der Uhr 1 Drehung in 18,6134 Jahren).

Die beiden ersten führen zu ungleichmässiger Bahngeschwindigkeit des Mondes, die mit einer Getriebeeinheit mit zwei Epizykeln verwirklicht werden. Die beiden anderen Ursachen bewirken, dass die Höhe seiner Tagesbahn nicht nur analog wie die der Sonne schwankt, sondern dass dieser Schwankung noch eine aus der Bahnneigung resultierende Höhenschwankung überlagert ist. Die Drehung der Knotenlinie ist gleichbedeutend damit, dass die schräge Mondbahn taumelt. Beide Schwankungen finden somit nicht synchron statt. Der das Mondsymbol (dreifacher Durchmesser anstatt massstäblich) an seiner Spitze tragende Zeiger ändert seine Länge teleskopisch in zwei leicht verschiedenen periodischen Bewegungen. Das Symbol kann also sowohl oberhalb des Wendekreises des Krebses als auch unterhalb des Wendekreises des Steinbocks laufen. Die in der Türler-Uhr teleskopisch veränderte Länge des Mondzeigers wird mit zwei in Reihe geschalteten Kurbelschleifen erreicht (die erste bereits für den Sonnenzeiger).
Da der Mond täglich etwa 48 Minuten hinter der Sonne zurückbleibt, ändern sich die Mondphasen, was in der Türler-Uhr in von den Astrolabiumsuhren bekannter Weise durch Drehen der kleinen Mondkugel um den Mondstab nachgebildet wird.
Im Unterschied zu Astrolabiumsuhren wird bei der Türler-Uhr auf die Darstellung von Sternen verzichtet. Es gibt keinen drehenden Tierkreis, der dort die nahe der Ekliptik befindlichen Sterne repräsentiert.

## Planetarium

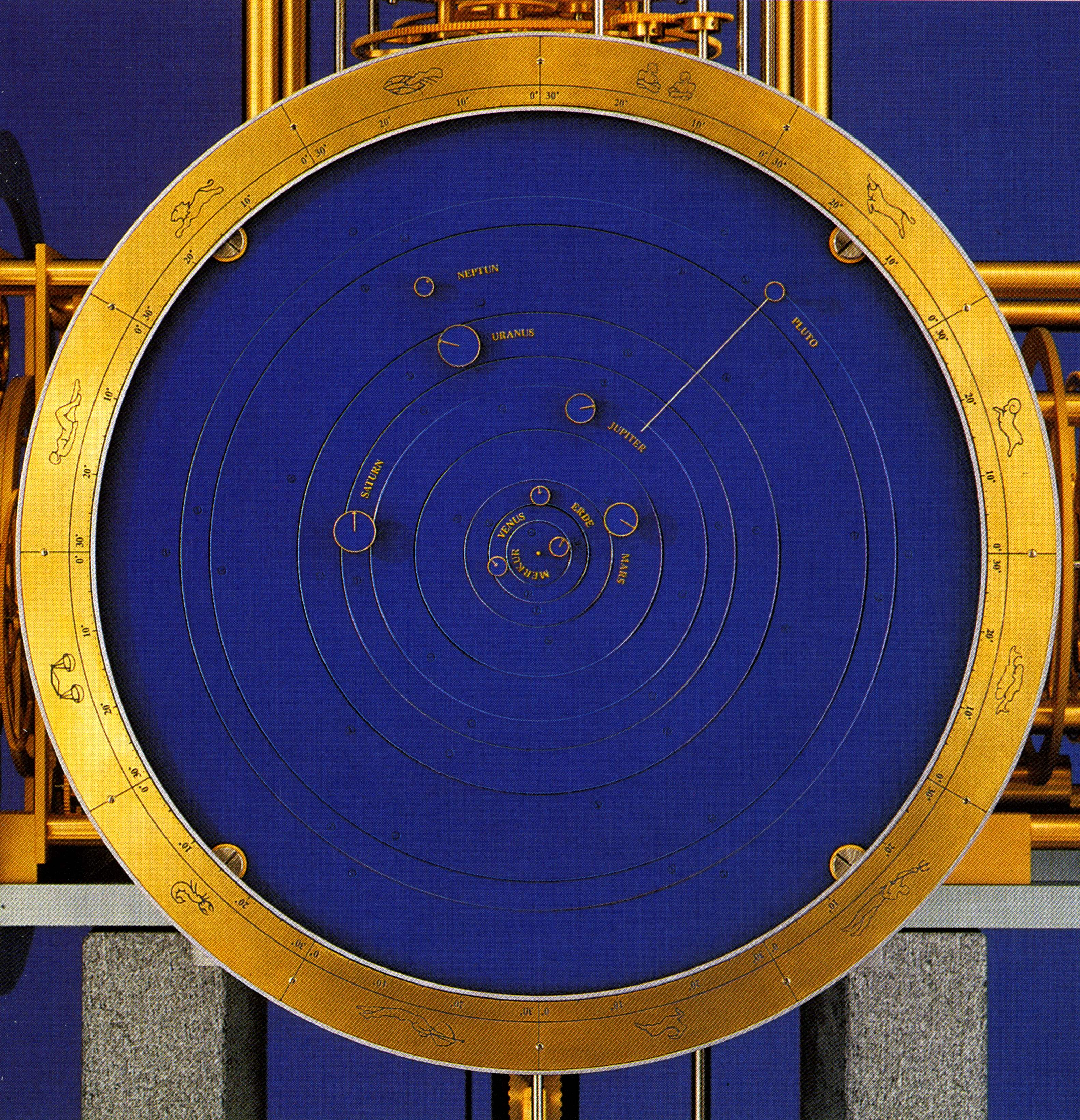
Planetarium

Mit dem Planetarium wird der geozentrische (genauer einer auf geographischer Breite von Zürich) Standort verlassen und einer ausserhalb des Sonnensystems eingenommen. Die Sonne steht im Mittelpunkt (heliozentrisches Weltbild) und wird von den Planeten auf annähernd einer einzigen Ebene umrundet. In der Uhr drehen sich alle konzentrischen Planetenringe in einer Ebene. Die Abweichungen sind vernachlässigt. Auf jedem Planetenring dreht sich zusätzlich eine kleine Kreisscheibe mit auf dem Rand angebrachten Planetensymbol, wodurch sich je eine exzentrische Kreisbahn ergibt. Damit wird die Elliptizität der Bahnen angenähert. Die Kreisscheiben (Planeten-Symbole sind die Spitzen der darauf befindlichen Pfeile) drehen sich im Raum nicht, sie zeigen immer in die gleiche Richtung, was durch je eine kleine exzentrische Masse erreicht wird. Wegen der grossen Bahn-Elliptizität des Pluto musste dessen kleine Scheibe durch einen Zeiger (Planeten-Symbol ist dessen äusseres Ende) ersetzt werden, da eine Scheibe mit den Ringen der Nachbarplaneten kollidiert wäre. Die Abstände von Merkur bis Mars wurden gegenseitig massstabsgetreu, von Jupiter bis Pluto aus Gründen der Darstellbarkeit zunehmend verkleinert nachgebildet.
Die Ringe brauchen für einen Umlauf zwischen 88 (Merkur) und 90'470 Tagen (Pluto). Die verwirklichten Zeiten sind mindestens mit den nachfolgend angegebenen Nachkommastellen mit den Sollwerten gleich (kleine Differenz nur beim Pluto):
- Merkur: 87,969 Tage
- Venus: 224,701 Tage
- Erde: 365,256 Tage (siderisches Jahr)
- Mars: 696,980 Tage
- Jupiter: 4332,59 Tage
- Saturn: 10759,21 Tage
- Uranus: 39685,93 Tage
- Neptun: 60187,64 Tage
- Pluto: 90470,47 Tage (Soll 90470,49 Tage)

Der Planetariums-Werkblock enthält auch viele Räder (50), obwohl die Bewegungen der langsameren Planeten zum Teil von denen schnellerer Planeten abgeleitet werden. Direkte Getriebe führen von der Eingangsdrehung (1 / 24 Stunden) nur zu Merkur (weiter zur Venus), Erde (weiter zum Mars), Jupiter und Saturn (weiter zu Uranus, Pluto und Neptun).
Den Rand des Planetariums nimmt eine mit den Tierkreiszeichen unterteilte Skala ein, auf der die Position eines Planeten oder der Sonne im Tierkreis erkennbar wird, wenn man vom Symbol der Erde aus über den Planeten oder die Sonne hinweg zur Skala peilt.

## Tellurium

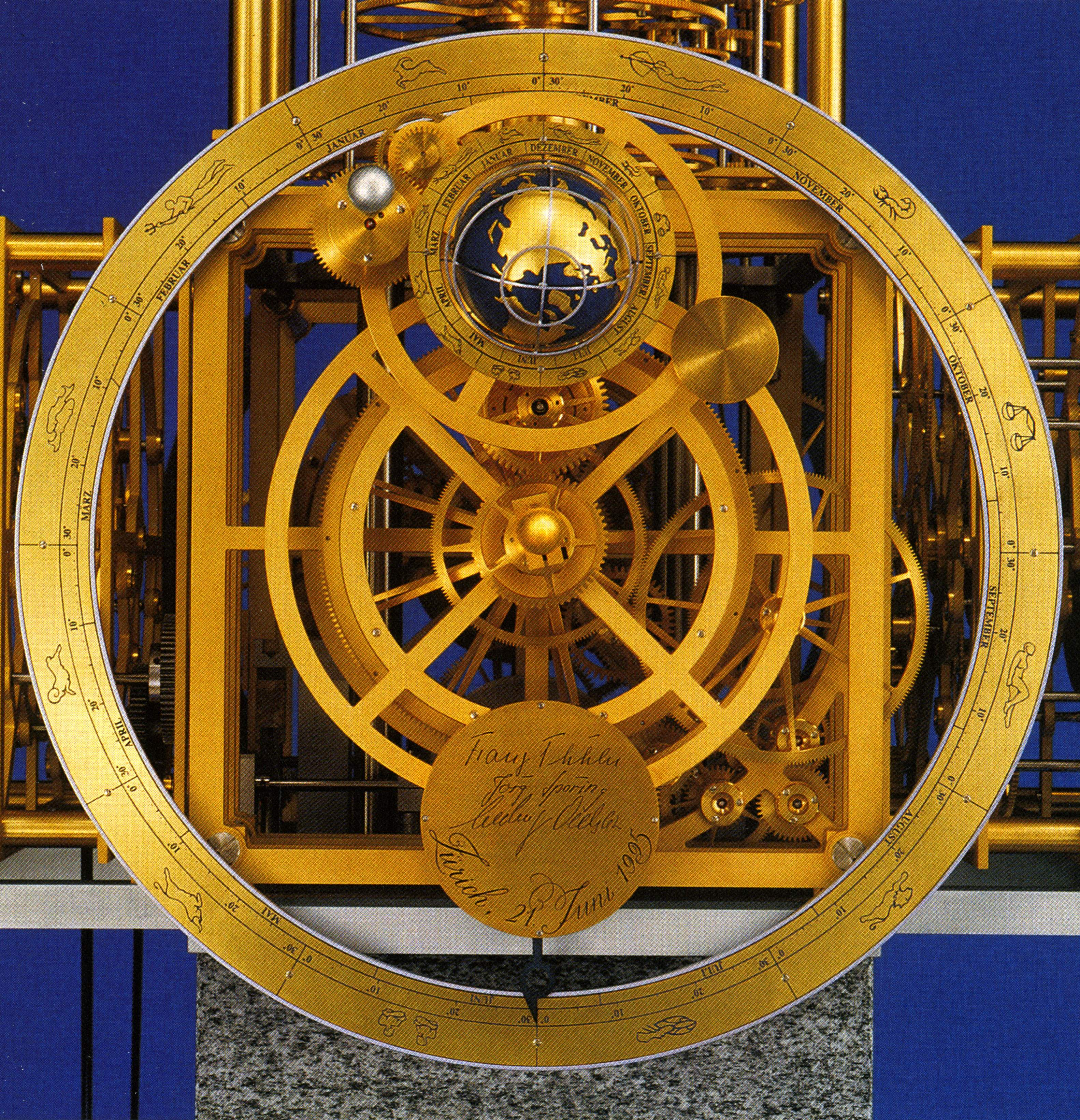
Tellurium

Mit dem Tellurium ist ein auch ausserirdischer, bezüglich der Sonne fester Beobachtungsort eingenommen. Dieser liegt aber näher bei der Erde als beim Planetarium.
Dargestellt wird die Sonne, die nur vom Planeten Erde umkreist wird, letztere aber zusätzlich von ihrem Mond. Auch die tägliche Eigendrehung der Erde findet im Modell statt. Die Erde ist im Vergleich zur Sonne übertrieben groß, der Abstand zwischen ihnen übertrieben klein dargestellt. Der Mond hat im Vergleich zur Erde etwa die richtige Grösse, befindet sich aber unmassstäblich nahe bei ihr. Ihm gegenüber befindet sich eine Scheibe als Gegengewicht, die auch als fiktiver Gegenmond aufgefasst werden kann.
Erde und Mond umkreisen gemeinsam die Sonne in einem tropischen Jahr (365,2422 Tage).
Die Erde dreht sich in einem Sterntag (23 h 56 m 4,1 s = 0,99727 Sonnentage) auf ihrer gegenüber der Ekliptik geneigten Achse (etwa 23,5°) einmal um sich selbst. Der Mond durchläuft seine Bahn in einem tropischen Monat (27,3216 Tage). Da beide um die Sonne laufen, dauert eine auf die Sonne bezogene Erddrehung 24 Stunden (1 Tag) und ein auf die Sonne bezogener Mondumlauf 29,5059 Tage (siderischer Monat). Auf die Darstellung der Bahnneigung des Mondes gegenüber der Ekliptik wurde verzichtet.
Das Tellurium ist von einem sonnenfesten Ekliptikring umgeben, der mit den Tierkreiszeichen und den Monatsnamen skaliert ist. Der Zeiger gegenüber der Erde läuft mit ihr um und zeigt den Stand der Sonne im Tierkreis an. Das beim Planetarium nötige Peilen entfällt.
Auch die Erde ist von einem gegenüber der Sonne nicht drehenden Ekliptikring umgeben. Die mit den Signaturen der Erbauer und des Auftraggebers und mit dem Datum der Einweihung (21. Juni 1995) der Uhr versehene Scheibe dient zum Austarrieren des Gewichts der Modellkugeln für Erde und Mond.
Die elliptische Erdbahn wird indirekt berücksichtigt, weil die Sonne doch nicht exakt in die Mitte der kreisförmigen Erdbahn gesetzt ist. Die leicht exzentrisch angeordnete Sonne dreht sich zudem so, wie sich die reale gasförmige Sonne im Mittel auch dreht: 1 Umdrehung / 25,38 Tage; Neigung der Drehachse gegen die Ekliptik etwa 7,25°.
Die Elliptizität der Mondbahn und deren Perigäumsdrehung sind mit gleichen Mitteln wie beim Horizont eingearbeitet (zwei Epizykeln, 1 Kurbelschleife).

## Globus und Himmelssphären

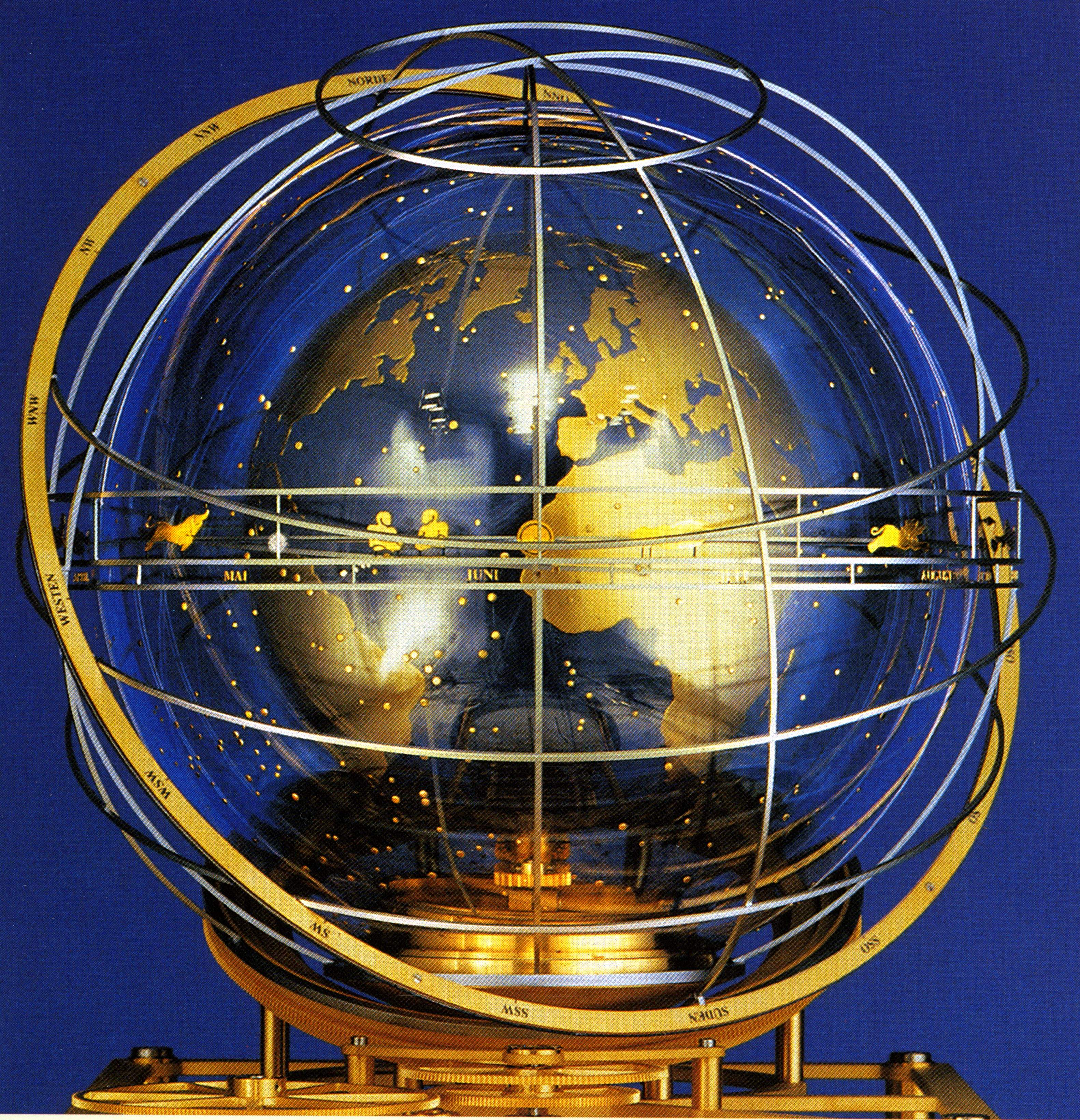
Globus

Dieses Modell mit der Erde im Mittelpunkt vertritt die alte geozentrische Weltauffassung. Im Unterschied zum Horizont-Modell bleibt nur die Erdachse unbeweglich. Die um sich selbst gleichmässig drehende Erde ist als Globus dargestellt.
Die Globus-Achse ist relativ zur Achse der umgebenden Sonnen-Sphäre mit dem Ekliptikwinkel (etwa 23½°) geneigt. Der Globus ist von fünf Sphären umgeben, von denen vier sich ebenfalls drehen. Von diesen vier Sphärenschalen drehen sich drei um eine senkrechte Achse.
1. Auf der innersten Glasschale ist der Mond gezeichnet (Kreisfläche mit Loch, das den Mond massstäblich repräsentiert). Ihr Achse ist nicht ganz senkrecht (Mondbahn etwa 5,1° gegen Ekliptik geneigt). Die Schale mit dem Mond macht eine Umdrehung (360°) in einem tropischen Monat (27,3216 Tage). Die nicht ganz gleichmässige Bahngeschwindigkeit des Mondes wird gleich wie im Horizont und wie im Tellurium nachgebildet: 2 Epizykeln, 1 Kurbelschwinge. Die etwas schräge Mondachse ist nicht fest, sondern rotiert um die senkrechte Achse der Ekliptik mit der Drehgeschwindigkeit der Knotenlinie (1 Drehung / 18,6134 Jahre).
2. Die Sonne (Kreisfläche mit Loch, das die Sonne massstäblich repräsentiert) befindet sich auf der zweiten Glasschale (senkrechte Achse), deren Nachthälfte weniger durchsichtig ist. Sie umrundet die Erde in einem tropischen Jahr (365,2422 Tage) auf dem Ekliptik-Kreis. Vom um die eigene Achse drehenden Globus aus gesehen liegen auf ihrer Tag/Nacht-Grenze die Orte mit Sonnenauf- bzw. -untergang (Himmelsrichtung in Zürich mit Hilfe des Horizont-Ringes erkennbar, siehe 5.). Die ungleichmässige Bahngeschwindigkeit der Sonne wird gleich wie im Horizont erreicht. Hier ist aber nur einer der beiden Kurbelschleifen nötig, denn die Schräge der Erdachse existiert im Modell. Nachgebildet werden muss nur, was infolge der Elliptizität der Erdbahn geschieht.
3. Es folgt die Glasschale mit dem Sternhimmel (senkrechte Achse). Die aufgetragenen Sternbilder sind von aussen gesehen spiegelverkehrt zum Anblick von der Erde aus. Jeder Stern ist ein Goldplättchen in einer eingefrästen Vertiefung der Glasschale. Der Sternenhimmel dreht sich einmal in einem platonischen Jahr (etwa 25’794 Sonnenjahre) um die Achse der Ekliptik. Das Untersetzungsverhältnis zwischen einer Drehung des Sternenhimmels und einer Halbschwingung des Sekundenpendels ist 813'993'528'636 : 1 (die grosse Zahl ist die Dauer des platonischen Jahres in Sekunden). Dafür wurden von der Drehung der Sonnen-Schale ausgehend 6 weitere Zahradstufen eingebaut. Diese extrem langsame Bewegung nachzubilden, ist eine gesteigerte Übertreibung, weil sie vom Betrachter ganz sicher niemals wahrgenommen wird.
4. Die vierte „Schale“ ist ein raumfestes Drahtgestell, dessen Hauptteil der waagerechte Ekliptik/Tierkreis – also die Projektion der scheinbaren Bahn der Sonne im Verlauf eines Jahres auf die Sterne der Himmelskugel – ist. Sie dient als Weltraum-festes Referenzsystem und müsste sich eigentlich zusammen mit der dritten Schale drehen. Aber man hält am von der Astrologie übernommenen Brauch fest, die Position der Sonne in der Ekliptik mit den sogenannten Tierkreiszeichen – also in fortschreitend nicht zutreffenden Sternbildern – anzugeben.
5. Die äusserste „Schale“ ist wieder ein Drahtgestell, das sich zusammen mit dem Globus dreht (23½° schräge Achse). Es wiederholt die meisten auf dem Globus angebrachten Orientierungslinien: Äquator, Wendekreise und nördlicher Polarkreis; zudem den Meridian durch, das Zenit über und den Horizont von Zürich. Für den zum Grosskreis der Sphären gemachten Horizont muss man sich den Globus so klein vorstellen, dass seine Oberfläche mit Zürich im Mittelpunkt der Sphären liegt.
Wenn die Symbole für Sonne (2. Schale), Mond und Gegenmond (1. Schale) übereinander liegen, wird eine Finsternis angezeigt:
- Sonne über Mond: Sonnenfinsternis
- Sonne über Gegenmond: Mondfinsternis

## Traditionelle Einordnung
Zeitmessung und Kalenderwesen zählen mit zu den ältesten Zweigen der Astronomie. Alle dem Menschen natürlich erscheinenden Zeiteinheiten sind durch astronomische Phänomene bestimmt: das Jahr, der Monat, der Tag. Das Phänomen „Zeit“ hat Philosophen, Astronomen, Physiker u. v. a. m. von jeher nicht losgelassen. Erst in jüngster Vergangenheit ist mit der SI-Sekunde eine abstrakte Atomzeit definiert. Die Verbreitung mechanischer Uhren findet erst im letzten Drittel des 14. Jahrhunderts statt. Astronomische Uhren, die in ansehnlicher Zahl zwischen dem 14. und 17. Jahrhundert im deutschsprachigen Raum entstanden, sollten den Betrachter über die blosse Anzeige der Tageszeit hinaus zum tieferen Nachdenken über die Zeit anregen und ihm deutlich machen, dass die Lebenszeit nicht im Belieben der Menschen steht, sondern von Gott zugewiesen ist. Die Hersteller und Konstrukteure dieser Uhren genossen zu ihrer Zeit grosses Ansehen. Jede Uhr war ein Einzelstück mit besonderer Geschichte.
Die Türler-Uhr steht in der Tradition solcher Uhren, die „entweder als technisch-wissenschaftliche oder wissenschaftlich-didaktische Instrumente konzipiert“ sind. Ihre Erbauer halten sie dennoch nicht für eine klassische astronomische Uhr, „obwohl sie deren Voraussetzungen … miterfüllt“. Sie sei „ein Kunstwerk mit dem Anspruch über ein Bild einen tieferen und immer aktuellen Gehalt zu vermitteln.“